# Dogari, Argeș
Dogari este un sat în comuna Ciomăgești din județul Argeș, Muntenia, România.